# رامون بلانکو (بازیکن فوتبال)
رامون بلانکو (انگلیسی: Ramón Blanco; ۲۰ فوریهٔ ۱۹۵۲ – ۹ مهٔ ۲۰۱۳) بازیکن فوتبال اهل اسپانیا بود.
از باشگاه‌هایی که در آن بازی کرده‌است می‌توان به باشگاه فوتبال رکریتیوو اوئلوا، باشگاه فوتبال رئال بتیس، باشگاه ورزشی رئال مایورکا و باشگاه فوتبال کادیس اشاره کرد.